# Gli affari del signor Giulio Cesare
Gli affari del signor Giulio Cesare è un romanzo postumo di Bertolt Brecht.
Alla sua morte, avvenuta nel 1956, viene pubblicato l'unico lavoro in cui il drammaturgo si sia cimentato sulla figura di Giulio Cesare, del tutto assente nelle sue opere teatrali.
Il romanzo si presenta dapprima come la ricerca dei diari di Raro, segretario di Cesare, da parte di un giovane e zelante storico. Dal libro II la parola è ceduta direttamente ai diari.
Quella che ben presto trapela è una visione "affaristica" e disincantata dei movimenti del futuro grande dittatore, riferite con tono laconico, perentorio e per questo dal sapore attuale. L'aspirazione al potere, le congiure e gli atti di corruzione, l'influenzabilità dell'opinione pubblica e i delicati rapporti di forza sono simulati con sapiente precisione compilatoria; non manca una fluidità squisitamente narrativa laddove lo richiedano alcuni punti di snodo, così come risulta credibile la ricostruzione del contesto storico e culturale.
| Controllo di autorità | GND (DE) 4197607-1 |